# 蓼子朴
蓼子朴（学名：Inula salsoloides）是菊科旋覆花属的植物。分布于蒙古、俄罗斯以及中国大陆的山西、甘肃、陕西、河北、青海、内蒙古、辽宁、新疆等地，生长于海拔500米至2,000米的地区，见于湖河沿岸冲积地、荒漠地区的戈壁滩地、黄土高原的风化沙地、固定沙丘、流砂地、半荒漠、干旱草原以及丘陵顶部，目前已由人工引种栽培。
种名salsoloides意为像猪毛菜属的。

## 别名
黄喇嘛（甘肃）、秃女子草（甘肃）、山猫眼（河北宣北）